# Văleni (gmina Baia de Criș)
Văleni – wieś w Rumunii, w okręgu Hunedoara, w gminie Baia de Criș. W 2011 roku liczyła 11 mieszkańców.